# 極楽寺 (鳴門市)
極楽寺（ごくらくじ）は徳島県鳴門市にある高野山真言宗の寺院。日照山（にっしょうざん）無量寿院（むりょうじゅいん）と号す。本尊は阿弥陀如来。四国八十八箇所第二番札所、阿波西国三十三観音霊場（東部）第21番札所、阿波北嶺薬師霊場第11番札所。日本遺産第15番。
- 本尊真言：おん あみりた ていぜい からうん
- ご詠歌：極楽の弥陀（みだ）の浄土へ行きたくば 南無阿弥陀仏口（くち）ぐせにせよ

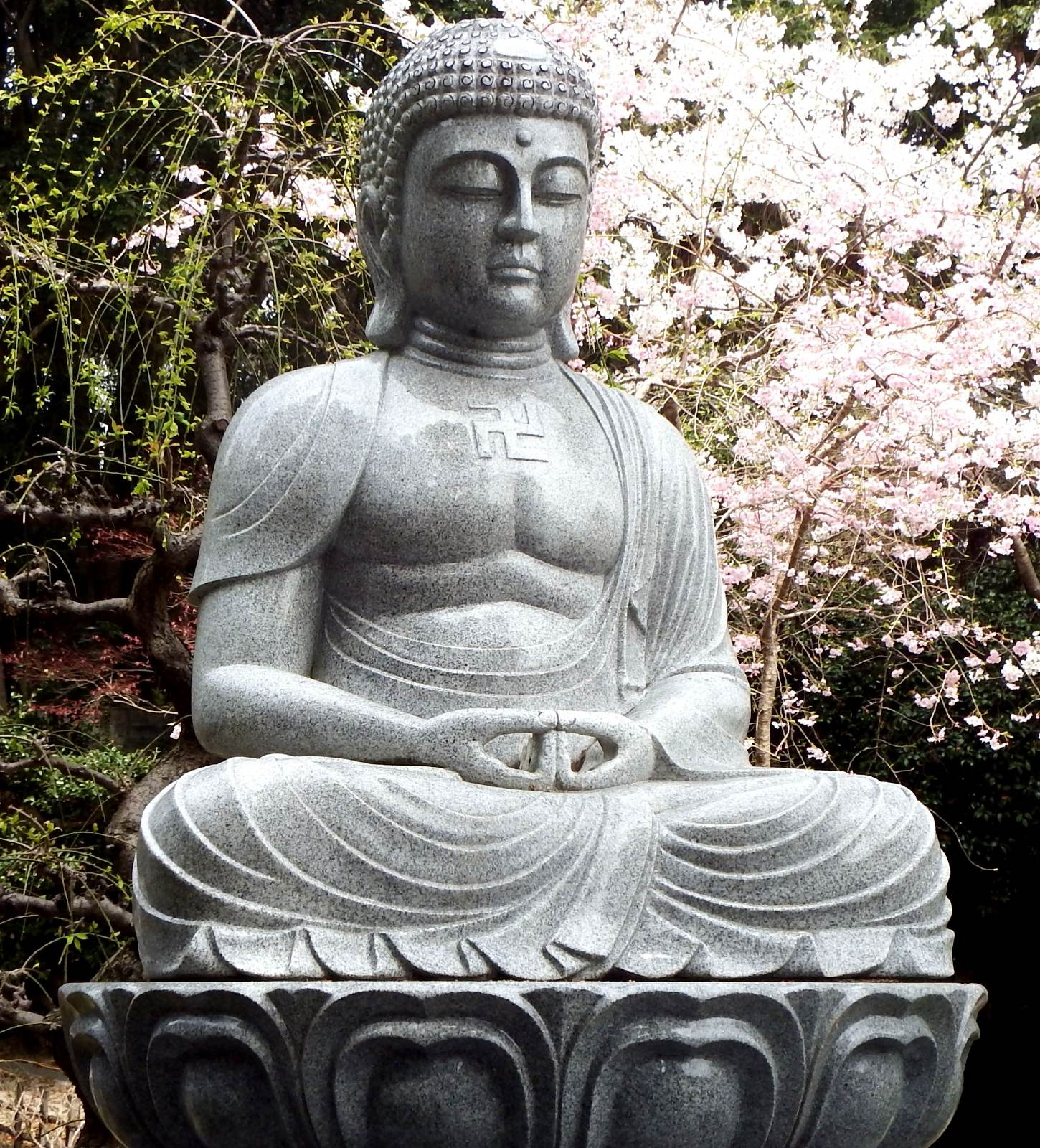
本尊と同体の石仏

## 歴史
寺伝によれば、奈良時代（710年 – 784年）、行基の開基という。弘仁6年（815年）に空海（弘法大師）がこの地での21日間（三七日）の修法で阿弥陀経を読誦したところ満願日に阿弥陀如来の姿を感得したため、その姿を刻んで本尊としたといい、この阿弥陀如来の後光は遠く鳴門まで達し、魚が採れなくなったため、困った漁民たちが本堂の前に山を築いて光をさえぎったということから「日照山」と号するとされる。
また、空海がその阿弥陀経を読誦した際、難産だった難波の女性が空海の加持により無事安産し、そのお礼にと木造大師像を寄進したのが大師堂の本尊である。そして、明治時代に同じく大阪住吉の女性が安産祈願をし、お告げにより四国遍路に出て無事男の子を出産したお礼にと修行大師像を寄進したのが、大師堂の向かって左前に立つ安産修行大師像である。これらのことから、当寺では子授け・安産の寺として随時祈祷祈願を受け付けていて、安産お守り・腹帯を授けている。
なお、天正10年（1582年）に長宗我部元親の兵火により焼失し、万治2年（1659年）に徳島藩主蜂須賀光隆によって再建されている。

## 境内

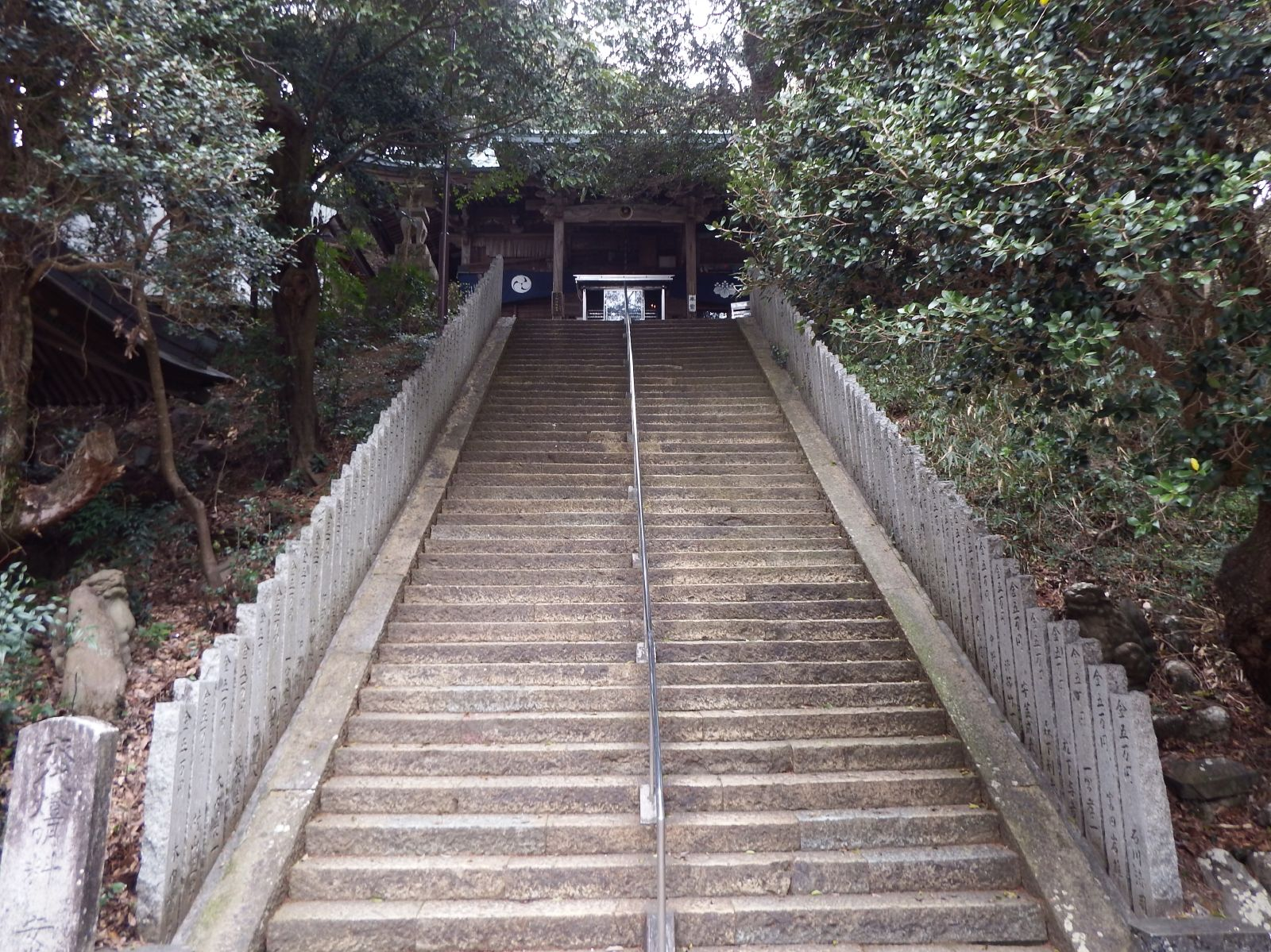
本堂への石段

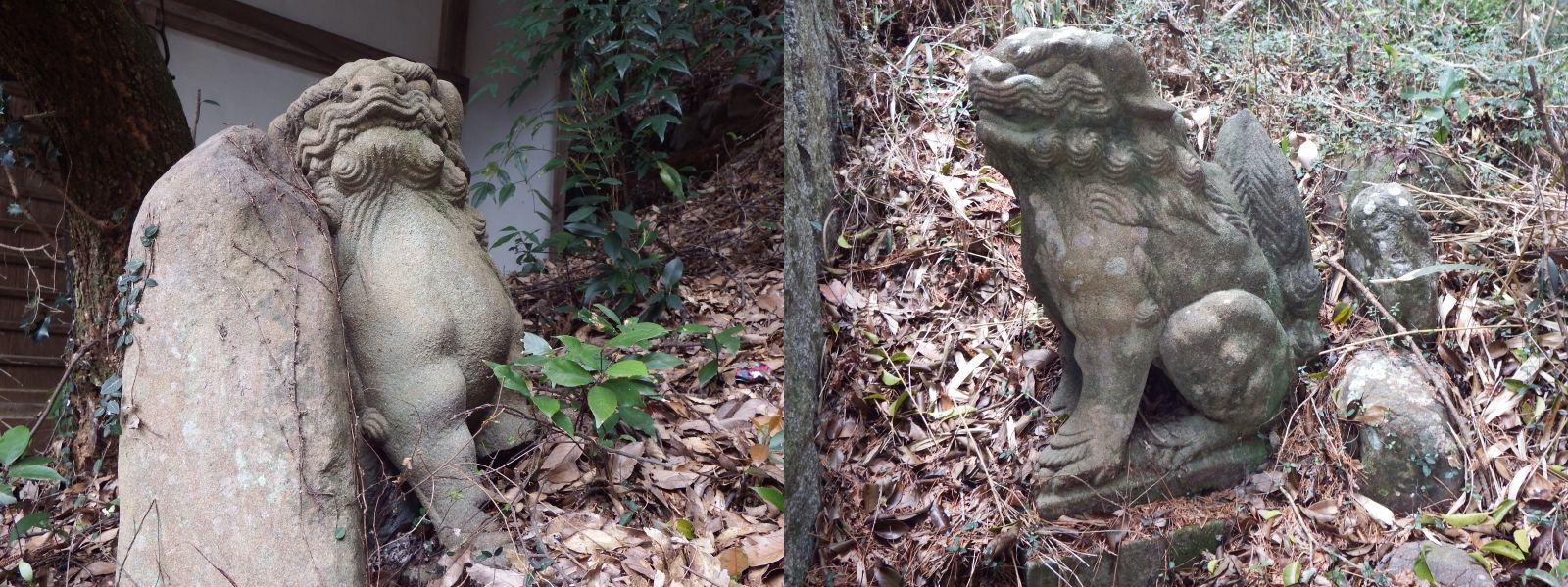
石段下の両脇には一対の狛犬

- 山門（仁王門） - 入母屋造楼門、金剛力士（仁王）像を安置
- 本堂 - 江戸時代初期の万治2年（1659年）建立。本尊は本堂裏の斜面を削って造られた収納庫に安置され本堂内には前仏を安置する。向かって右脇陣には阿弥陀如来坐像、左脇陣には薬師如来を安置する。寺宝の地獄極楽図が堂内向かって左の壁に掛かっている。
- 大師堂 - 万治2年（1659年）建立。安産大師といわれ信仰されている。
- 観音堂 - 江戸時代中期建立。本尊は千手観音像。阿波西国三十三観音霊場札所。
- 薬師堂 - 江戸時代末期建立。本尊は薬師如来立像。阿波北嶺薬師霊場札所。
- 抱き地蔵 - 通称・おもかるさん、軽く感じると願いが叶う。
- 千体水子地蔵 - 水子供養。江戸時代初期以前はこの場所に本堂があったと伝わる。
- 長命杉 - 空海手植えと伝えられる樹齢約1,200年余りの杉。鳴門市天然記念物。
- 招福弁財天（祠）
- 雲海の浄土 - 境内中央の日本庭園。
- 本尊同体の阿弥陀如来（本尊はこれより小さく等身大で、胸の卍は無い）、釈迦如来、仏足石、子授け大師、願掛け地蔵などの石造仏が点在。
- 安産修行大師、一願水掛不動尊、大日如来、観音菩薩、子安地蔵などの鋳造仏が点在。
- 鐘楼堂
- 句碑 - 滝佳杖「弥陀の掌にすが里て発ちし蝶の昼」が仁王門を入って右にある。本堂と大師堂の間の斜面にもある。
- 石柱門 - 境外の遍路道にあり、1922年（大正11年）12月大阪の講により寄進。

朱塗りの仁王門を入って右へ進むと右手に手水鉢がある。この先の千体水子地蔵を左に折れると、石段手前に仏足石がありその右手に一願水掛不動尊と観音堂があり、左に薬師堂その後に長命杉がある。その石段を上り切ると正面に本堂があり、その右奥に大師堂がある。
納経所は駐車場側の納経所（売店併設）が個人参拝者向け、宿坊横の本坊側の納経所が団体参拝者向けであったが、コロナ禍による参拝者減少のため駐車場側の納経所および売店は休業となり、本坊側の納経所で個人参拝者も受け付けている。
- 宿坊 - 定員150名（要予約）。
- 駐車場 - 40台・バス10台。無料。

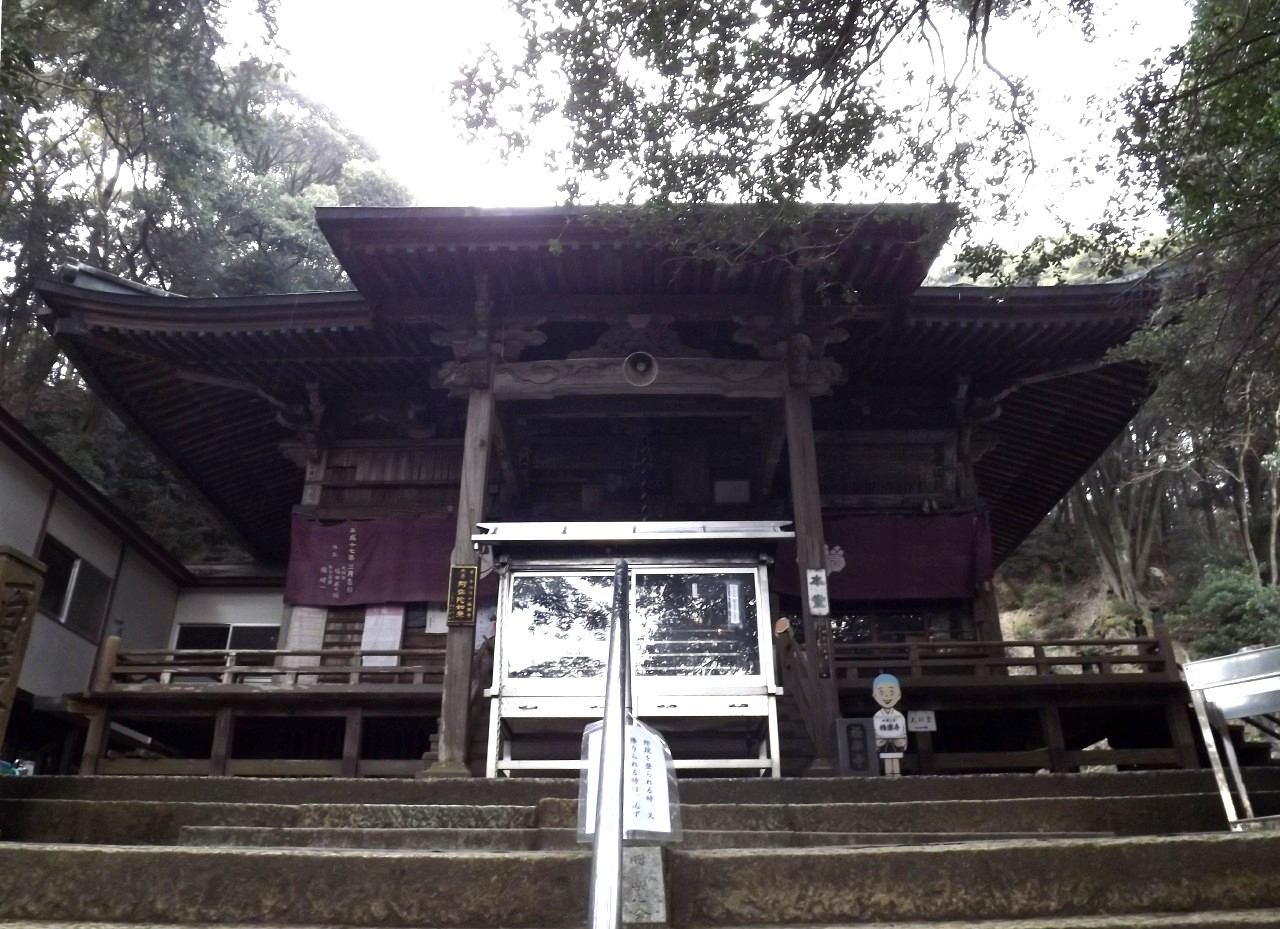
本堂
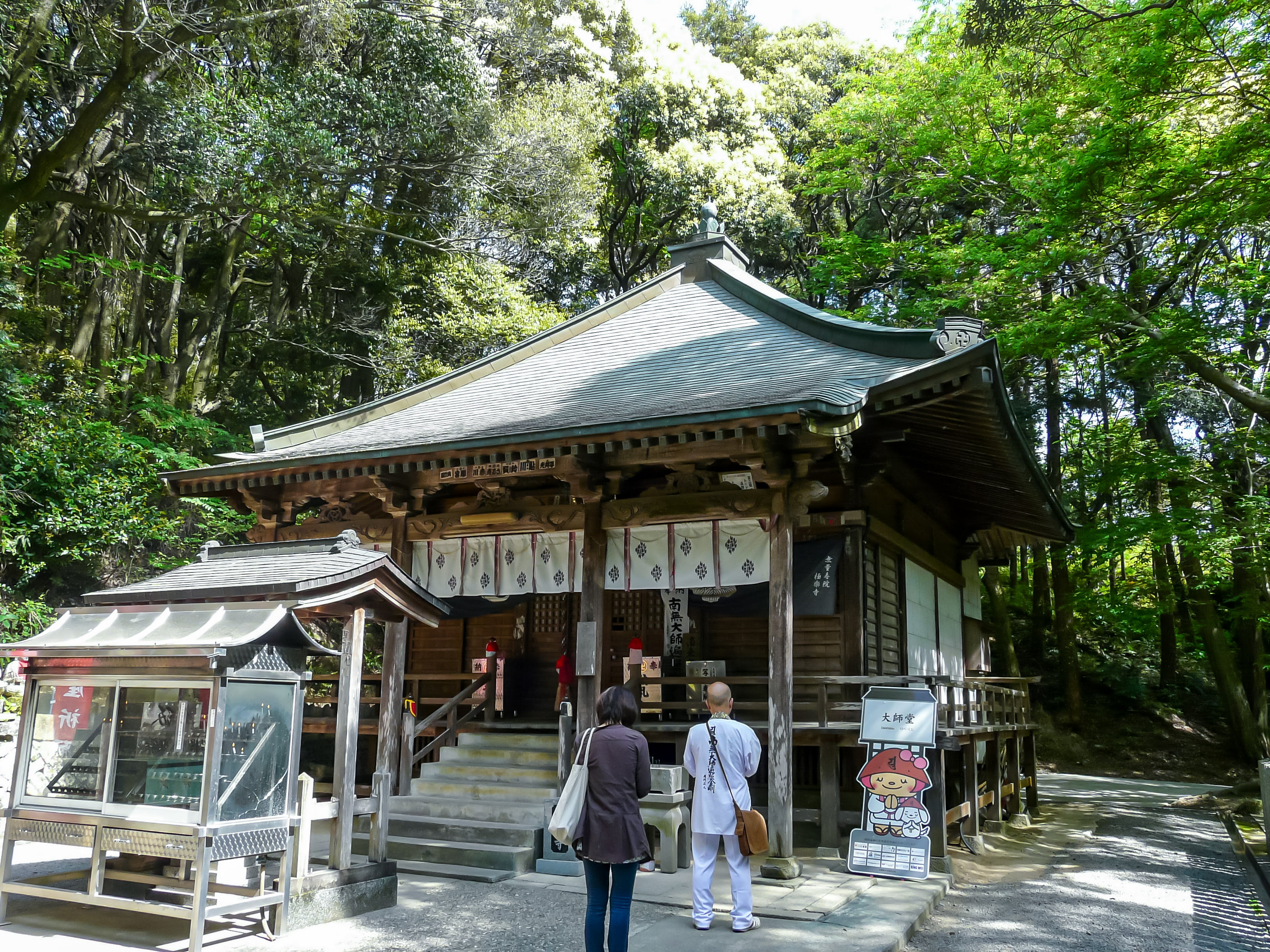
大師堂
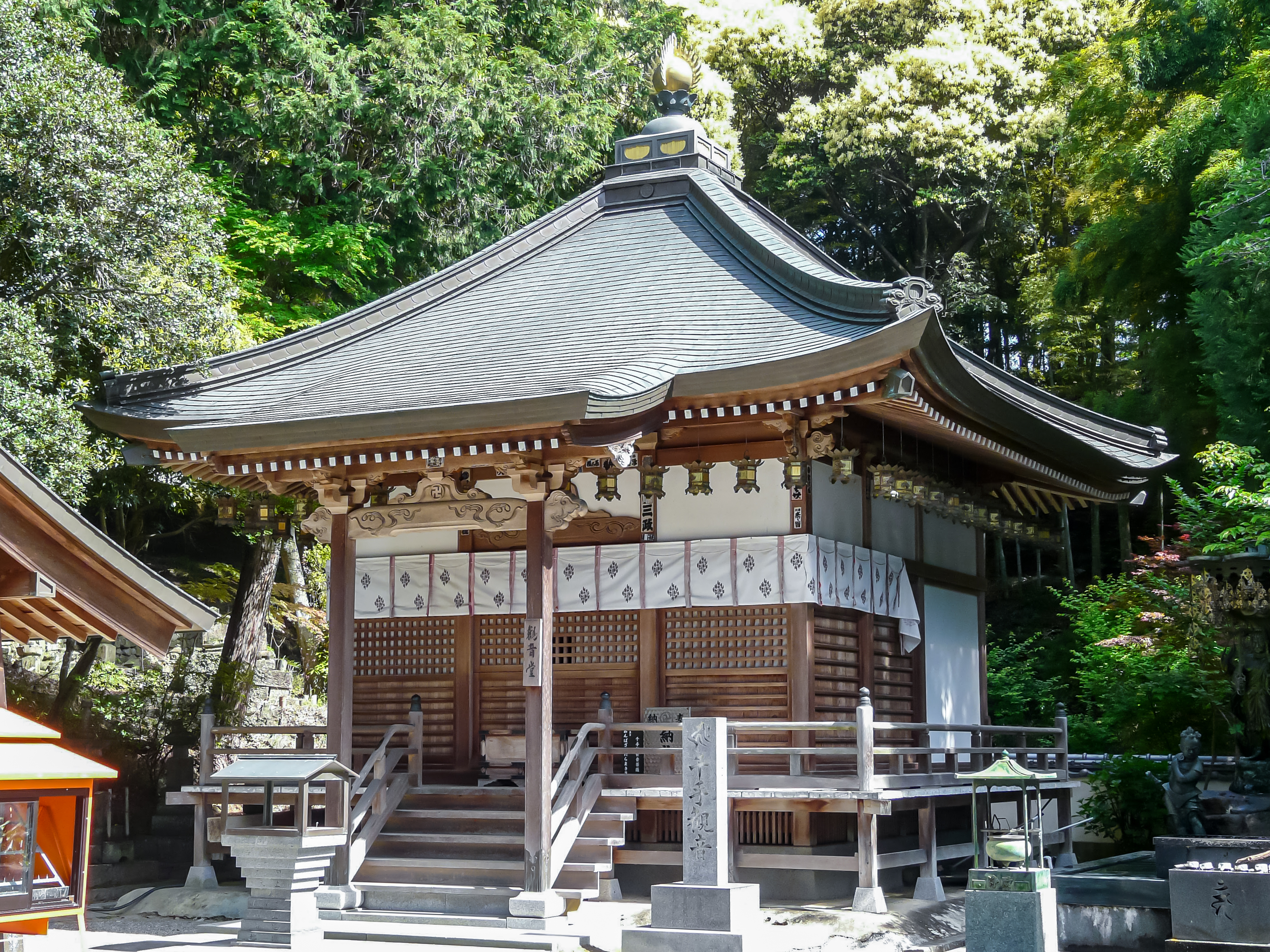
観音堂
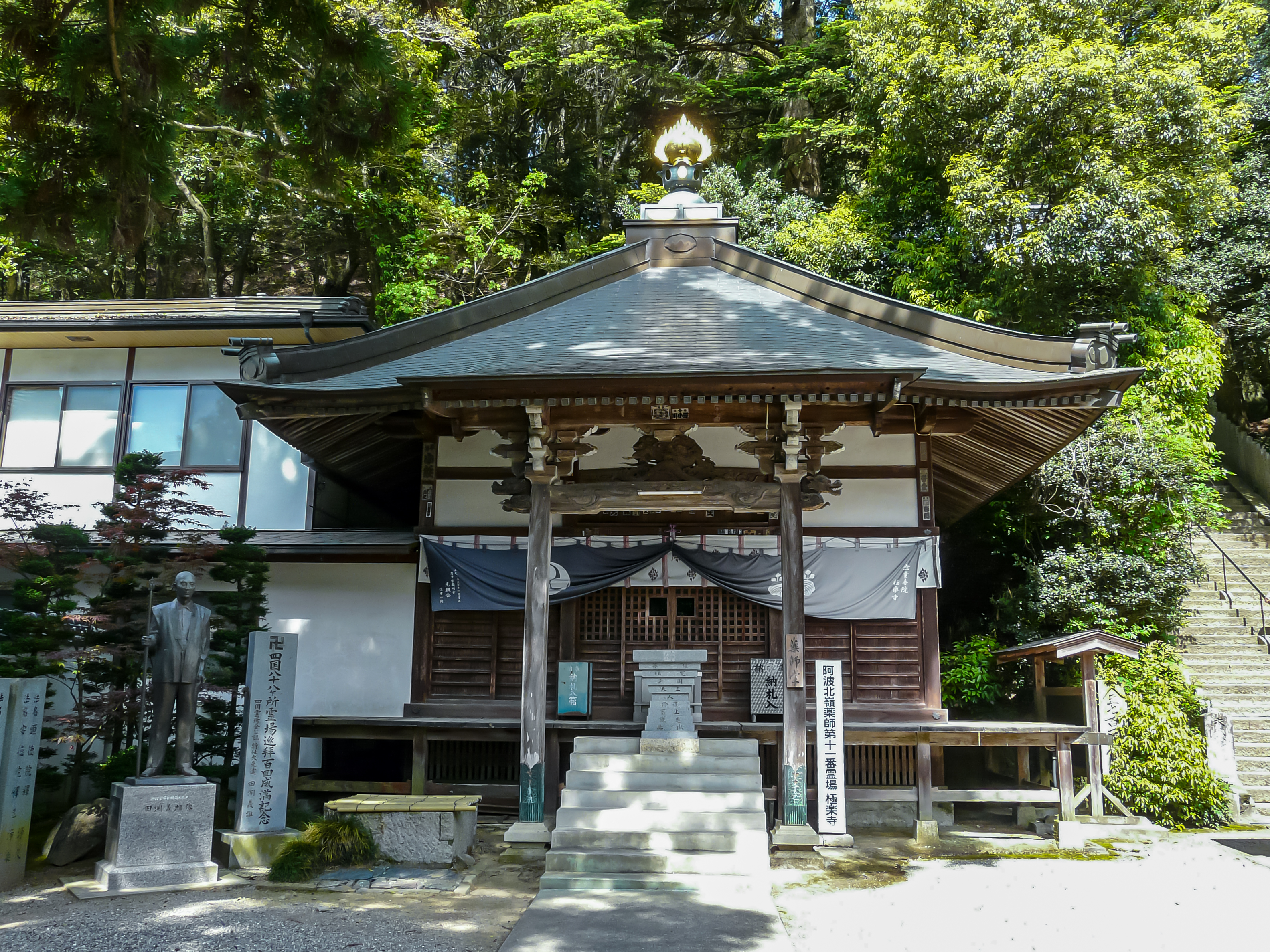
薬師堂
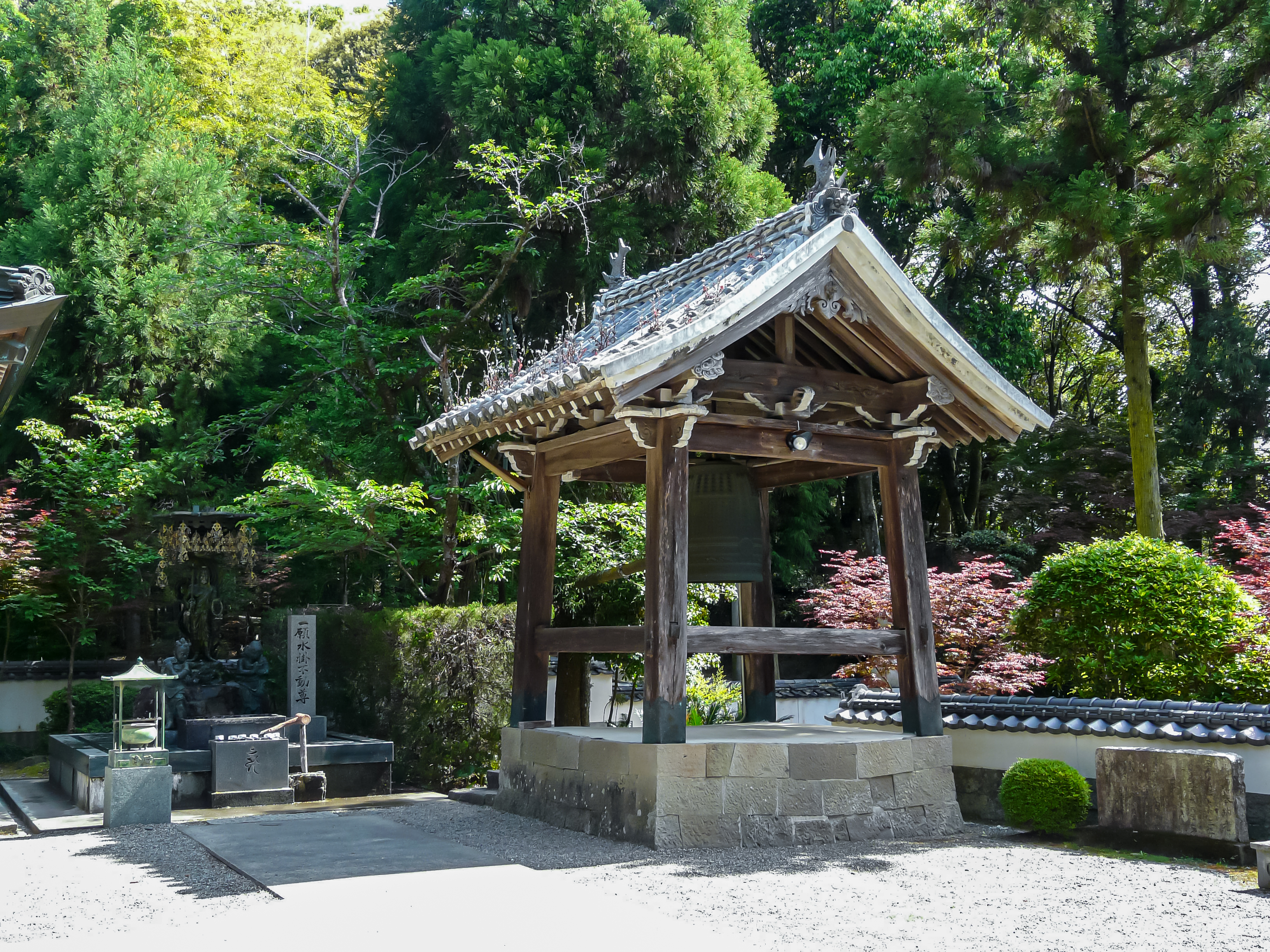
鐘楼
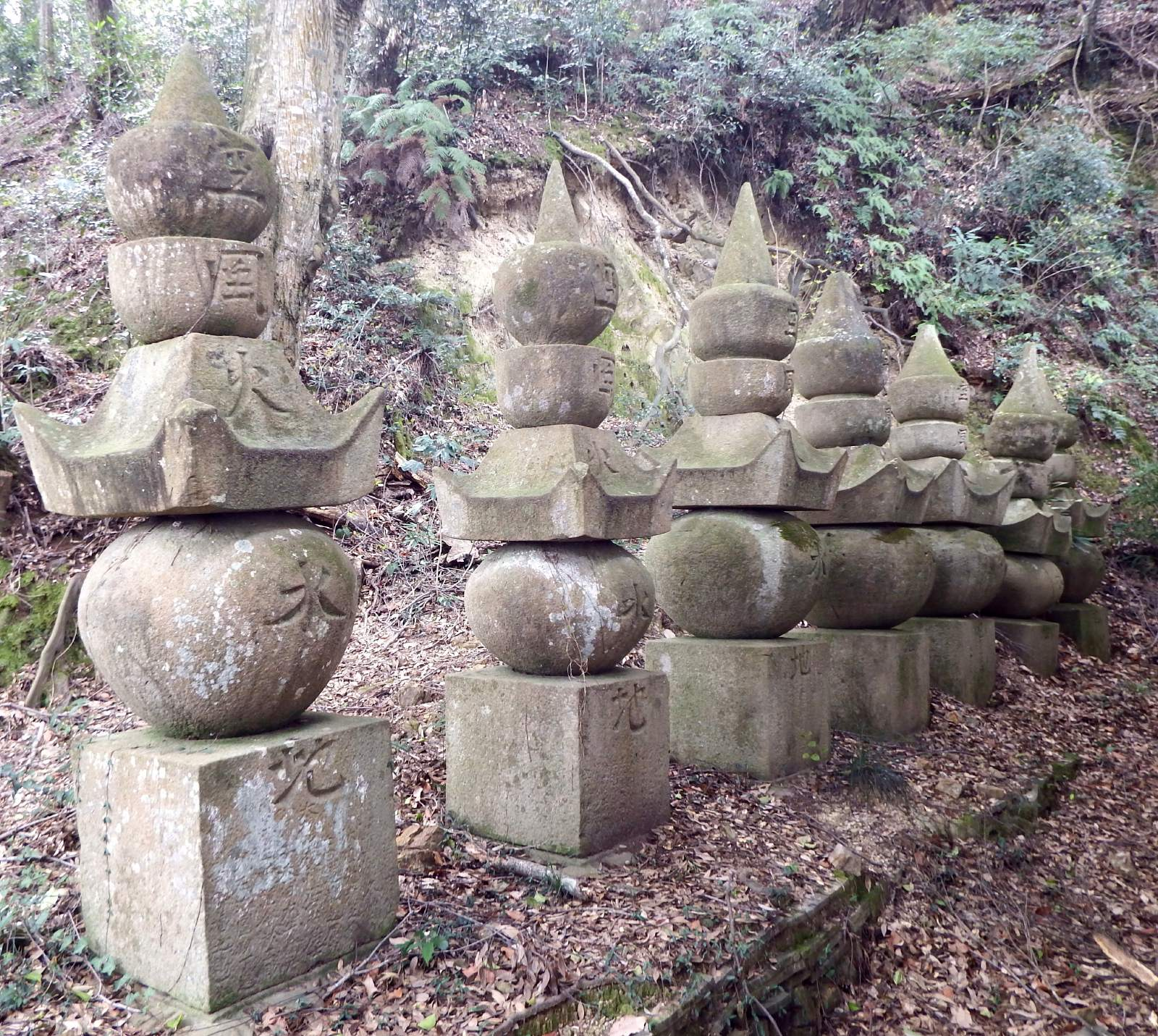
五輪塔
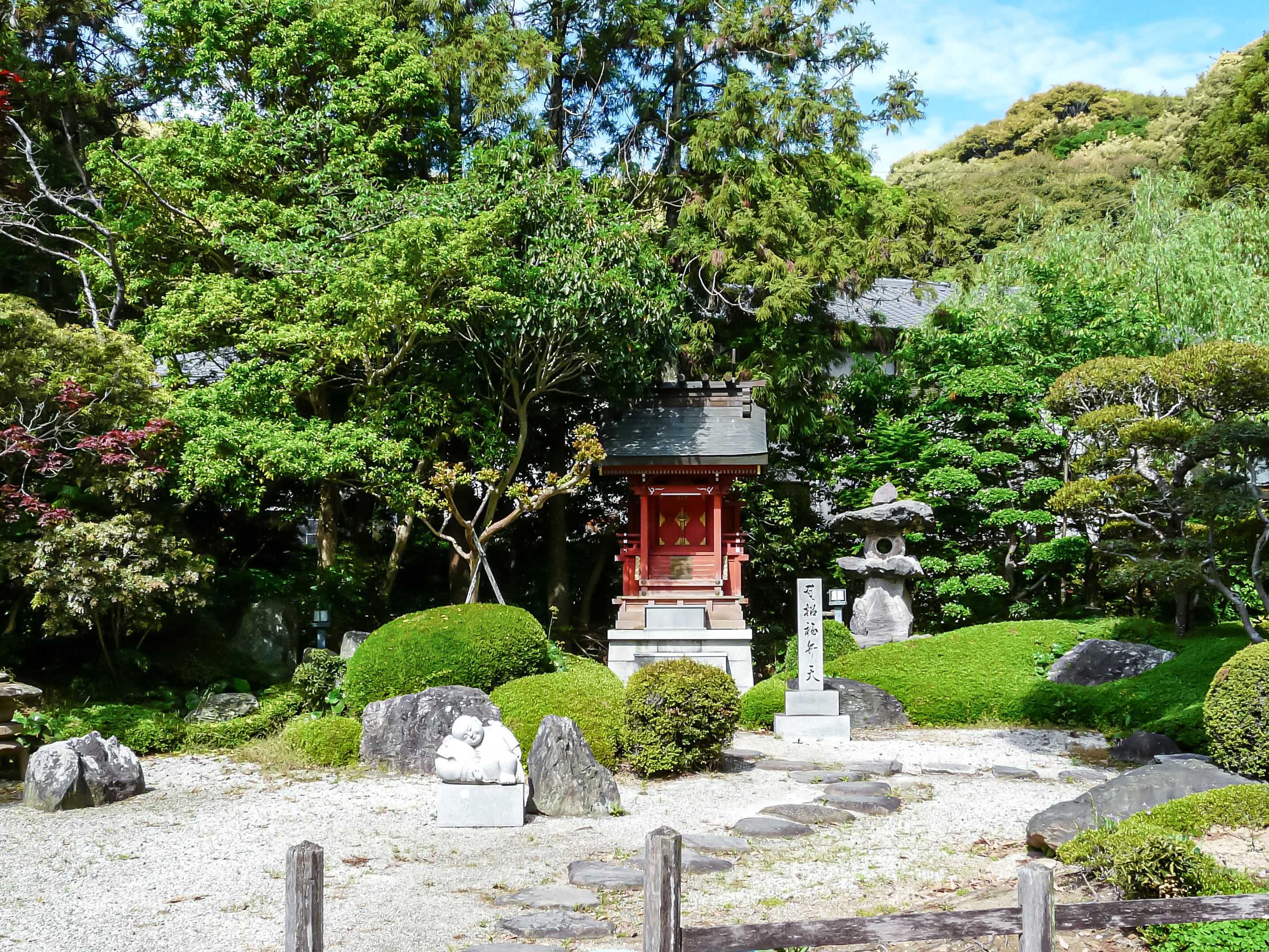
招福弁財天
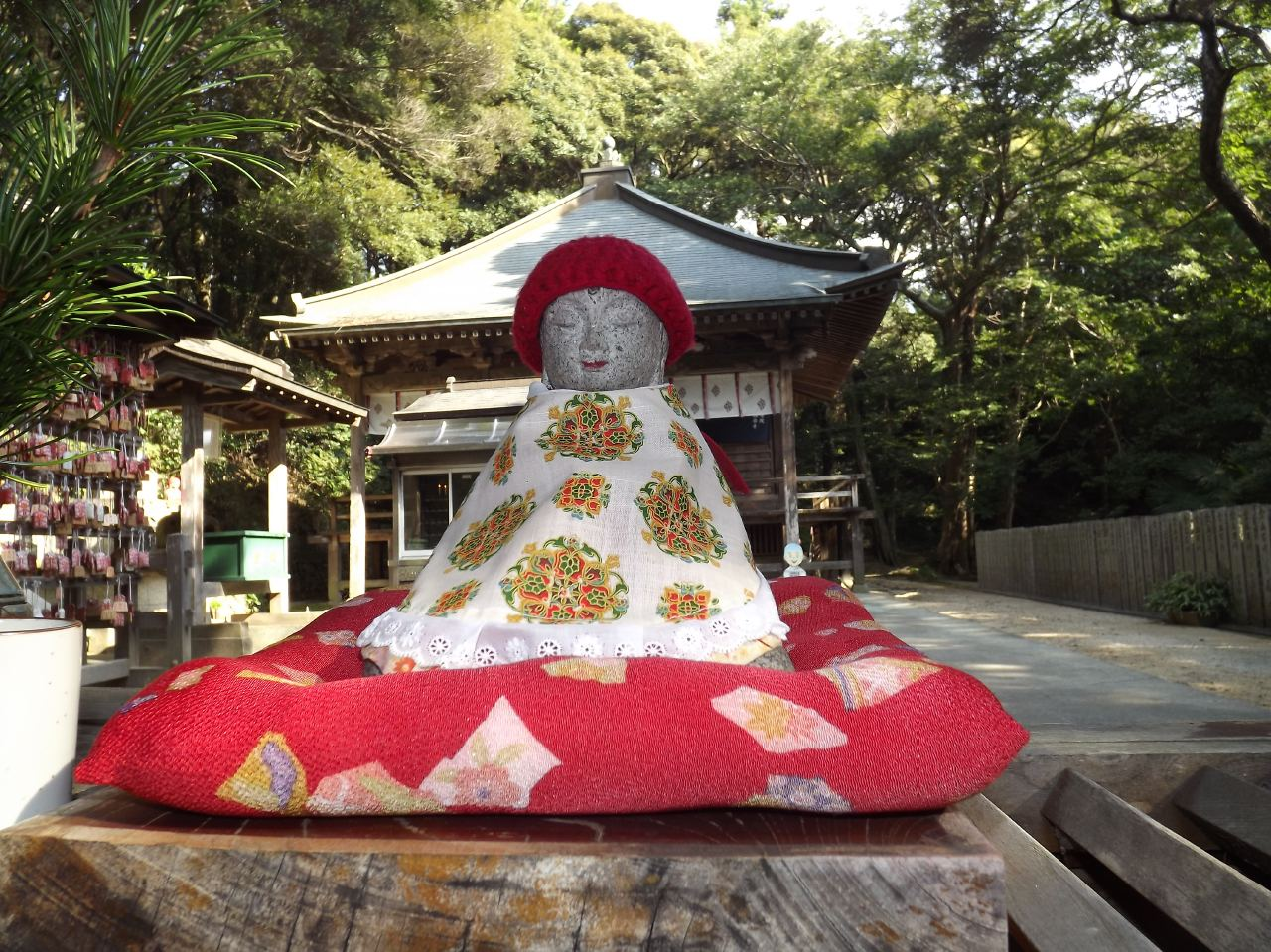
抱き地蔵
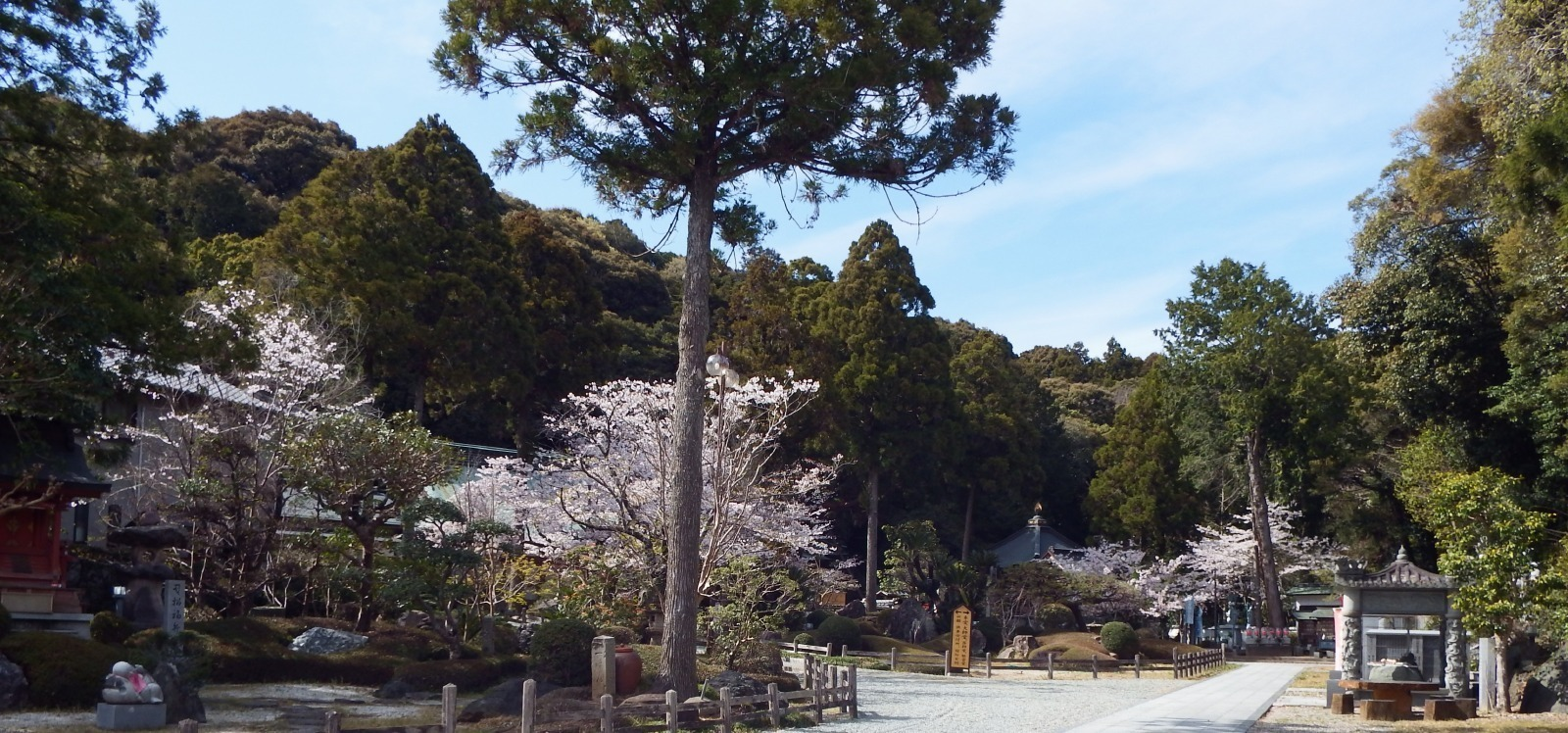
雲海の浄土
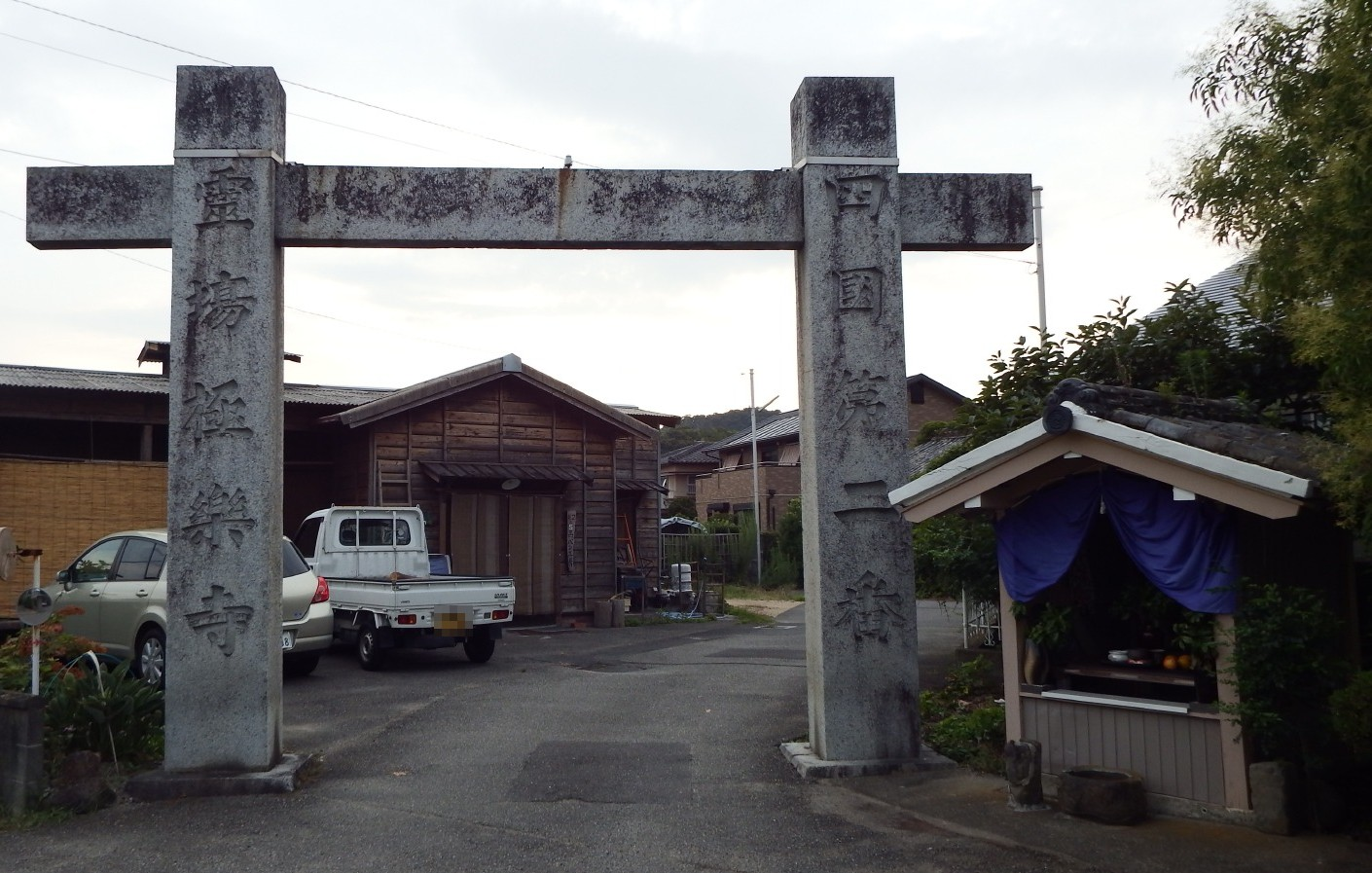
極楽寺道の石柱門

## 文化財
重要文化財

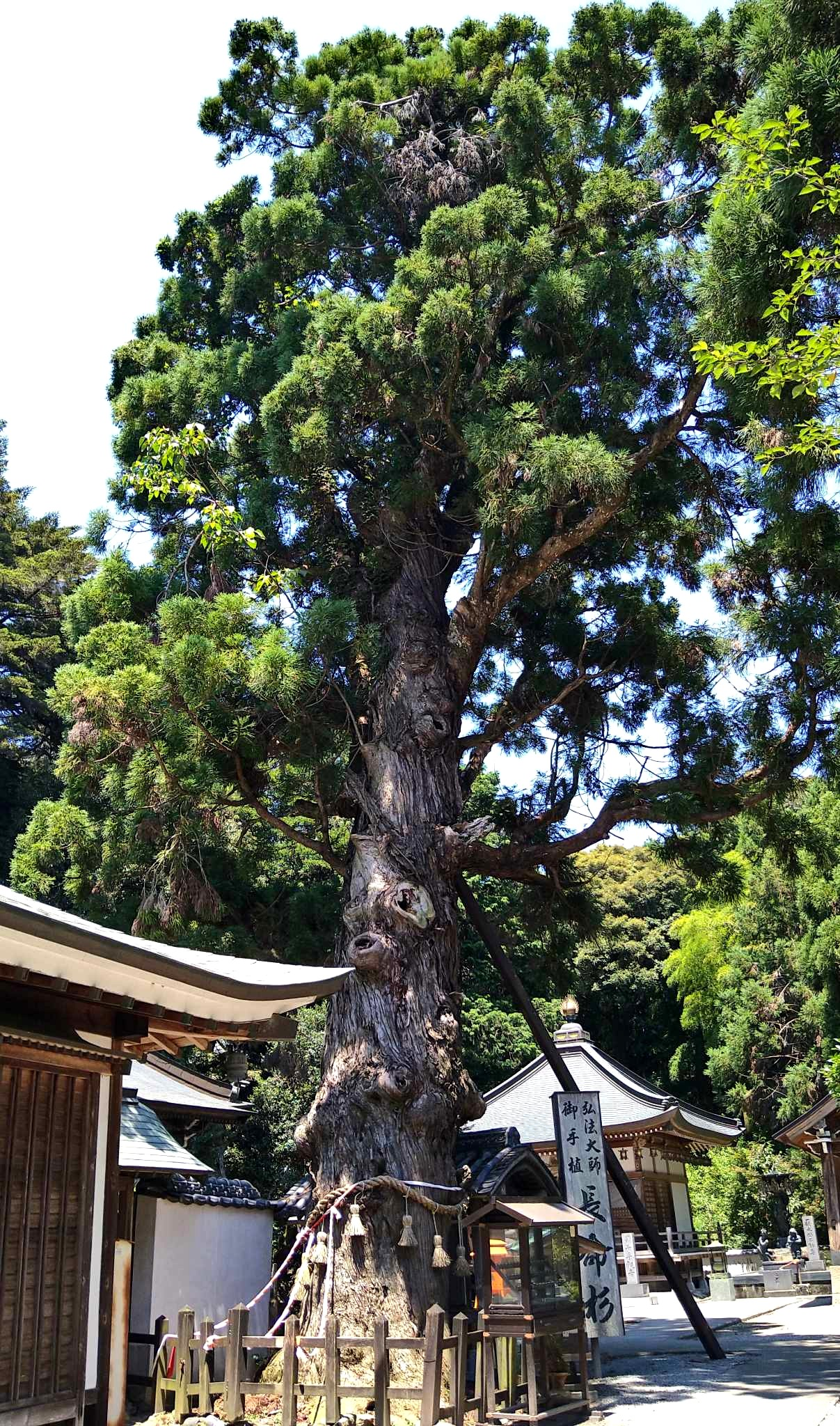
長命杉（極楽寺の大杉）

- 木造阿弥陀如来坐像 - 秘仏本尊、漆箔・古色、像高84.0 cm、鎌倉時代作、1911年（明治44年）8月9日指定。[2][3]

徳島県指定有形文化財
- 絹本著色両界曼陀羅図 - 縦157 cm、横107 cm、1973年（昭和48年）1月12日指定。[4]

鳴門市指定天然記念物
- 大杉（長命杉） - 幹周4.65 m、樹高15 m、1967年（昭和42年）11月9日指定。[5]

## 交通案内
鉄道
- 四国旅客鉄道（JR四国） 高徳線 - 阿波川端駅下車 (1.1 km)、板東駅下車 (1.5 km)

バス
- 徳島バス 鳴門大麻線「二番札所前」下車 (0.1 km)

道路
- 一般道：徳島県道12号鳴門池田線 極楽寺前 (0.1 km)
- 自動車道：高松自動車道 板野IC (2.3 km)、徳島自動車道藍住IC (5.1 km)

## 前後の札所
四国八十八箇所
1 霊山寺 -- (1.4 km)-- 2 極楽寺 -- (2.6 km)-- 3 金泉寺
阿波西国三十三観音霊場（東部）
20 勧薬寺 -- 21 極楽寺 -- 22 妙薬寺
阿波北嶺薬師霊場
10 妙薬寺 -- 11 極楽寺 -- 12 吉祥寺